# Anisophyllea guianensis
Anisophyllea guianensis là một loài thực vật có hoa trong họ Anisophylleaceae. Loài này được Sandwith mô tả khoa học đầu tiên năm 1952.